# شمس‌آباد، آگرا
شمس‌آباد، آگرا (به انگلیسی: Shamsabad) یک منطقهٔ مسکونی در هند است که در Agra district واقع شده‌است.

## خصوصیات
شمس‌آباد ۳۵٬۷۴۶ نفر جمعیت دارد و ۱۶۵ متر بالاتر از سطح دریا واقع شده‌است.